# تين مرقش
تين مرقش أو حَمَاط (الاسم العلمي:Ficus variegata) هو نوع من النباتات يتبع جنس التين من الفصيلة التوتية.

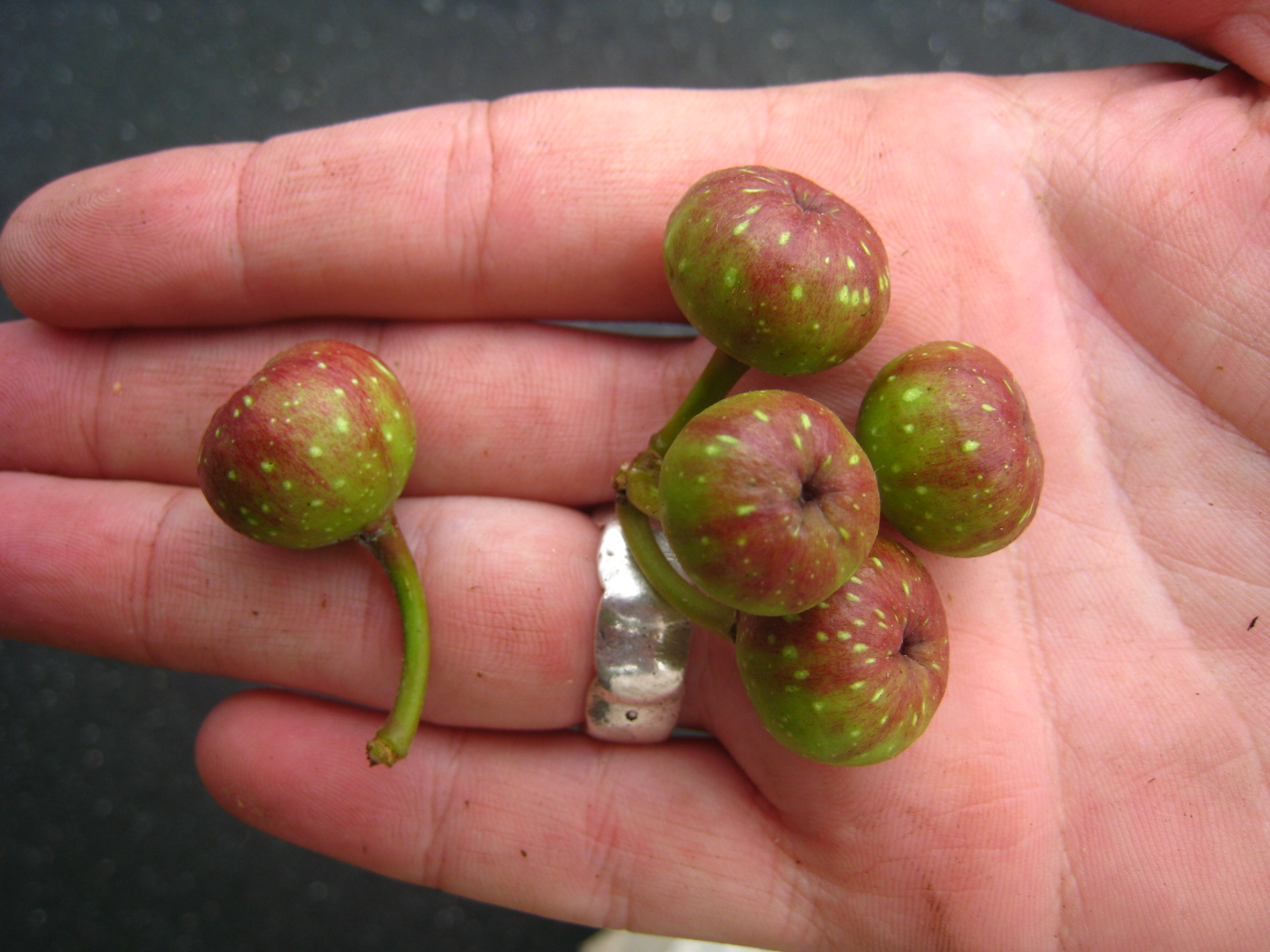
Ficus variegata young figs in Kenting, South تايوان.

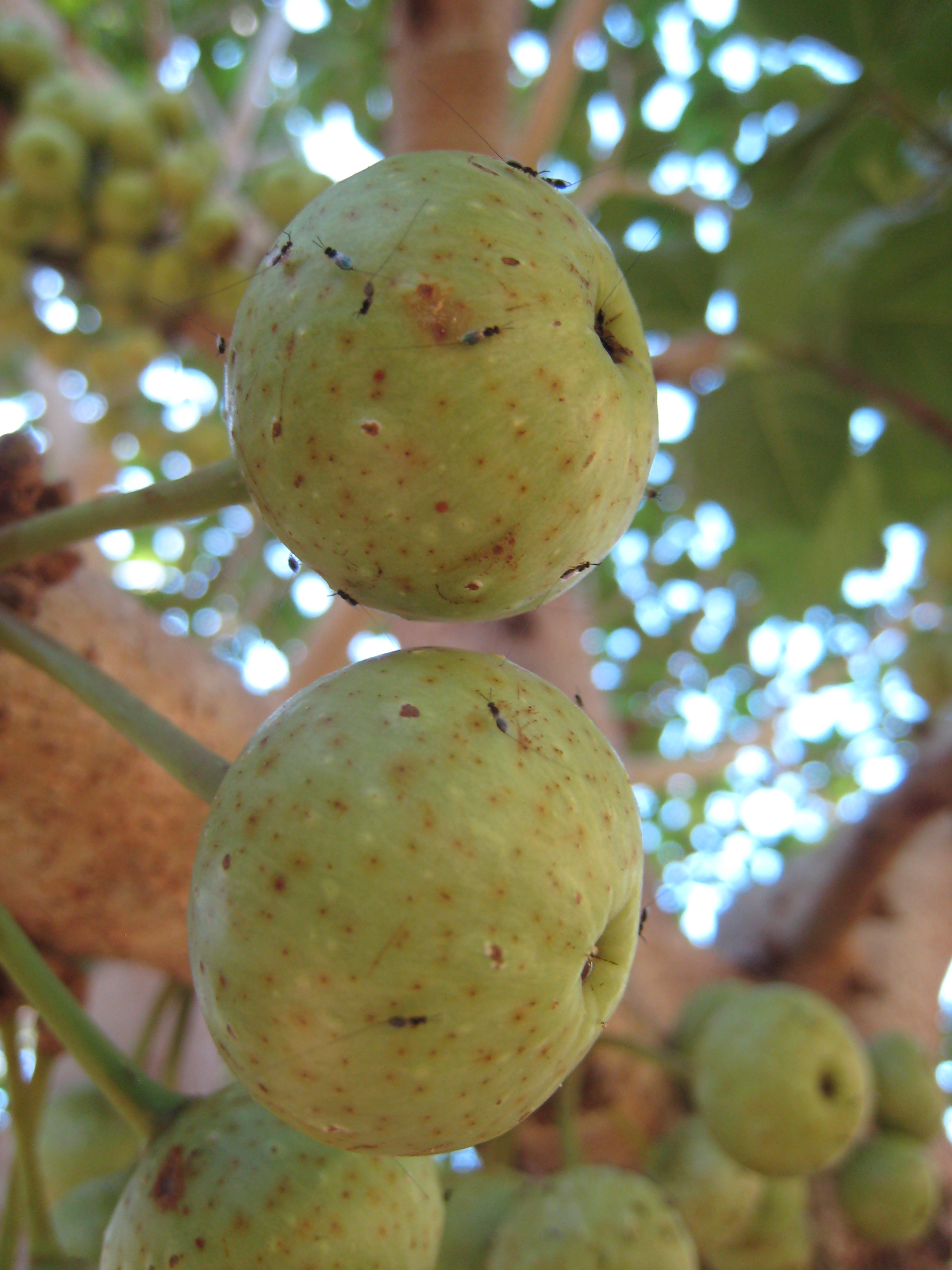
Ficus variegata pollinated figs and parasitic wasps (Sycorictinae) in Kenting, South تايوان.